# 釉薬瓦
釉薬瓦（ゆうやくがわら）とは、表面を釉薬で化粧した粘土瓦のことで、日本工業規格（JIS）の製法区分上の名称として定められる。古くは瑠璃瓦（るりがわら）と呼ばれていた。陶磁器の焼成区分上は「陶器」に当たるところから、陶器瓦の呼称も使われる。

## 概要
2004年の経産省工業統計では瓦の出荷量の78％を占める。日本最大の産地は「三州瓦」の愛知県西三河地方、次いで「石州瓦」の島根県石見地方となっている。
続日本紀には767年、平城京の東院玉殿に瑠璃（るり）の瓦をもって葺くという記述があり、古来からの屋根材であることがわかる。
フランスのブルゴーニュ地方のブルゴーニュ釉薬瓦、ドイツのフランケン地方、スイス、ハンガリーなどの Biberschwanz（ビーバーの尻尾）にも見られる。

## ギャラリー

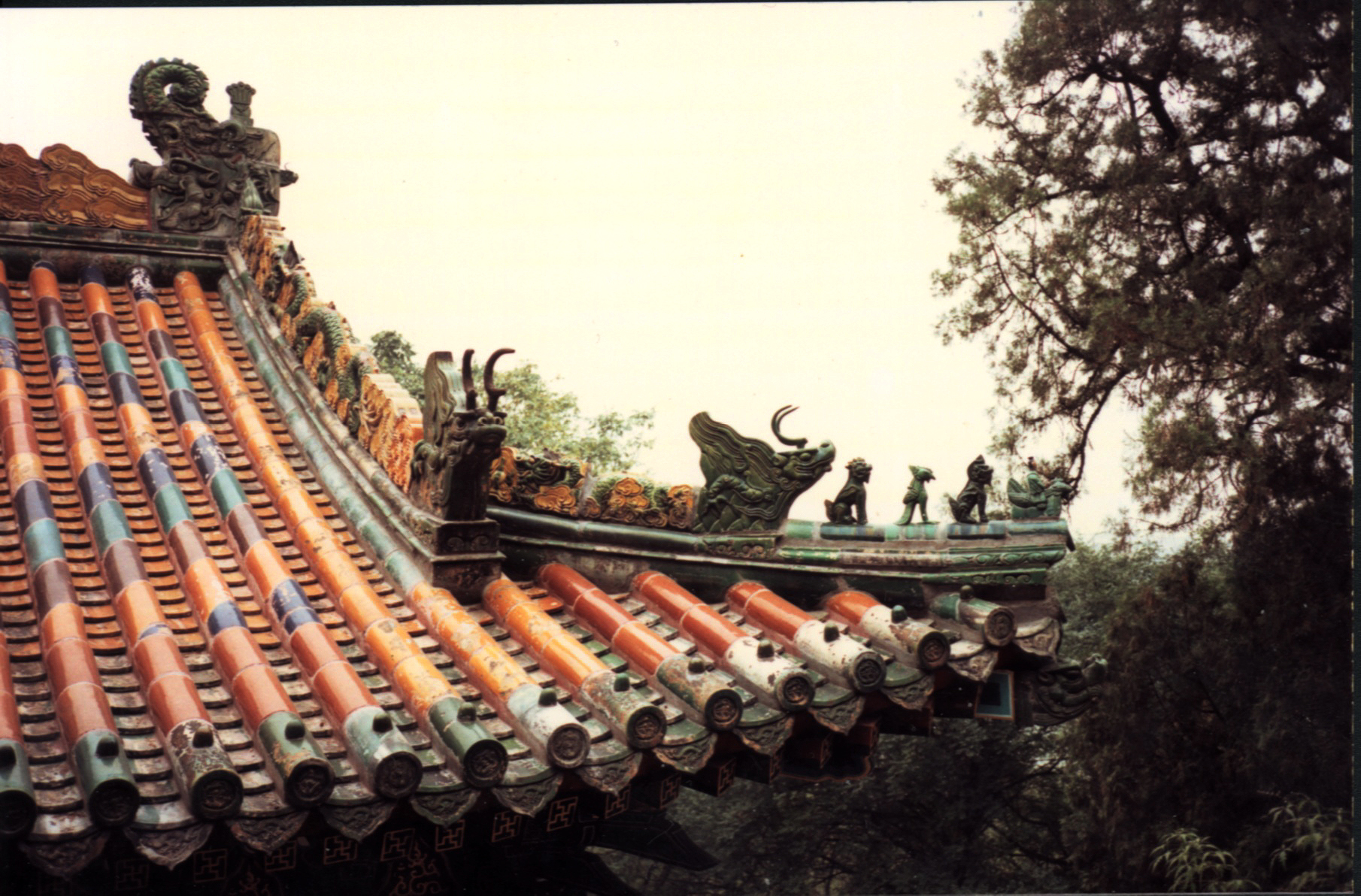
中国
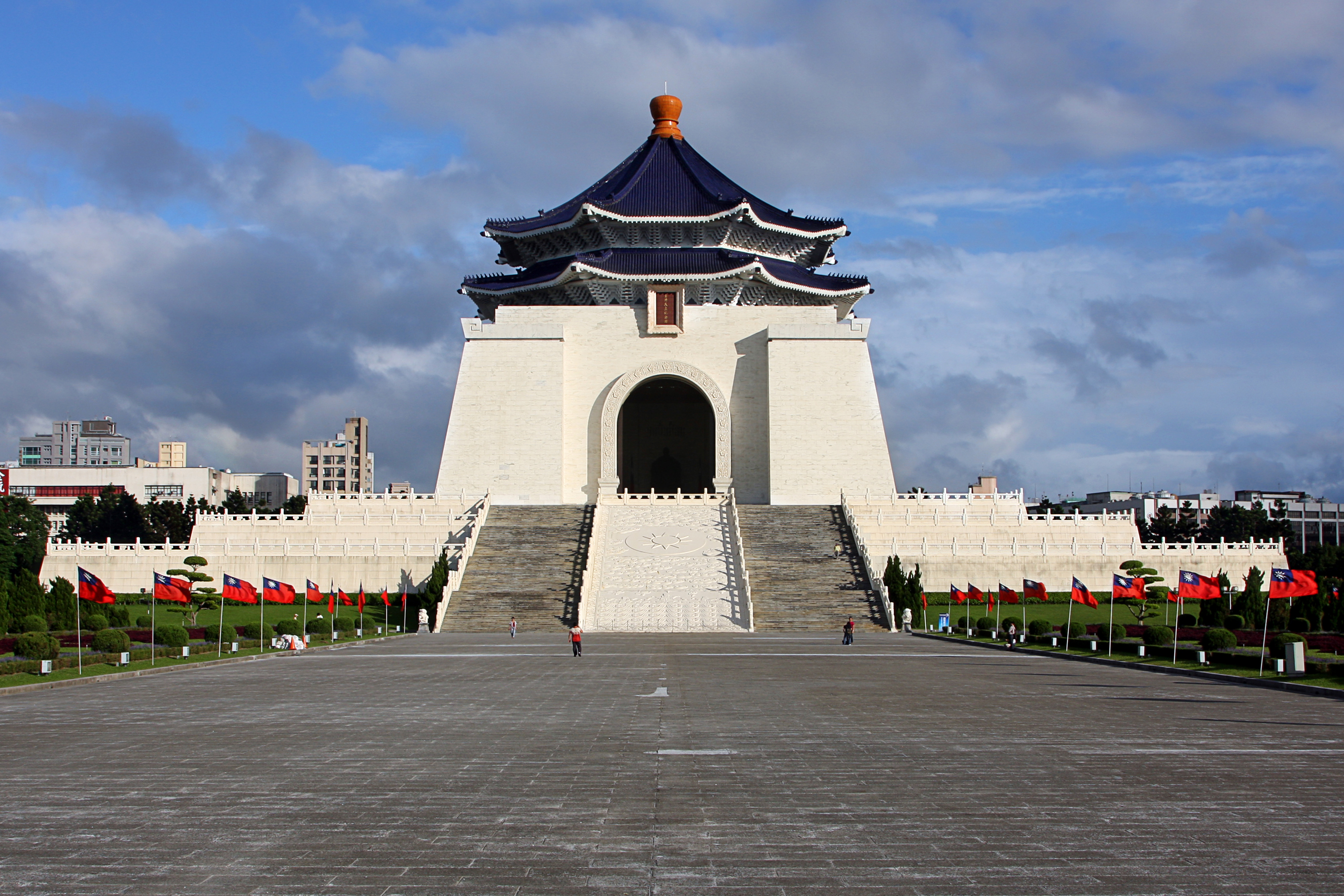
台湾台北市 中正紀念堂の青の瑠璃瓦
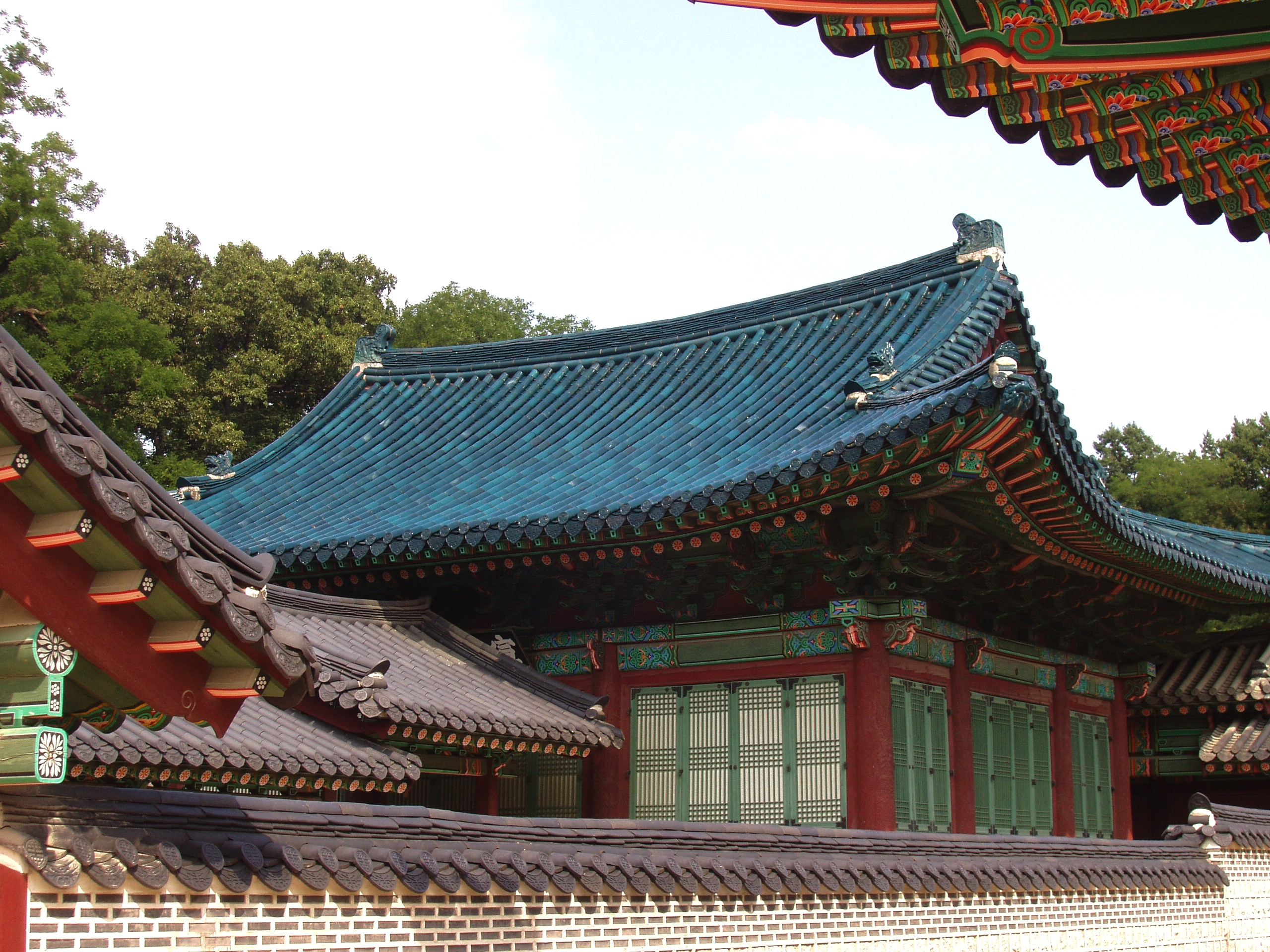
韓国ソウル特別市 昌徳宮
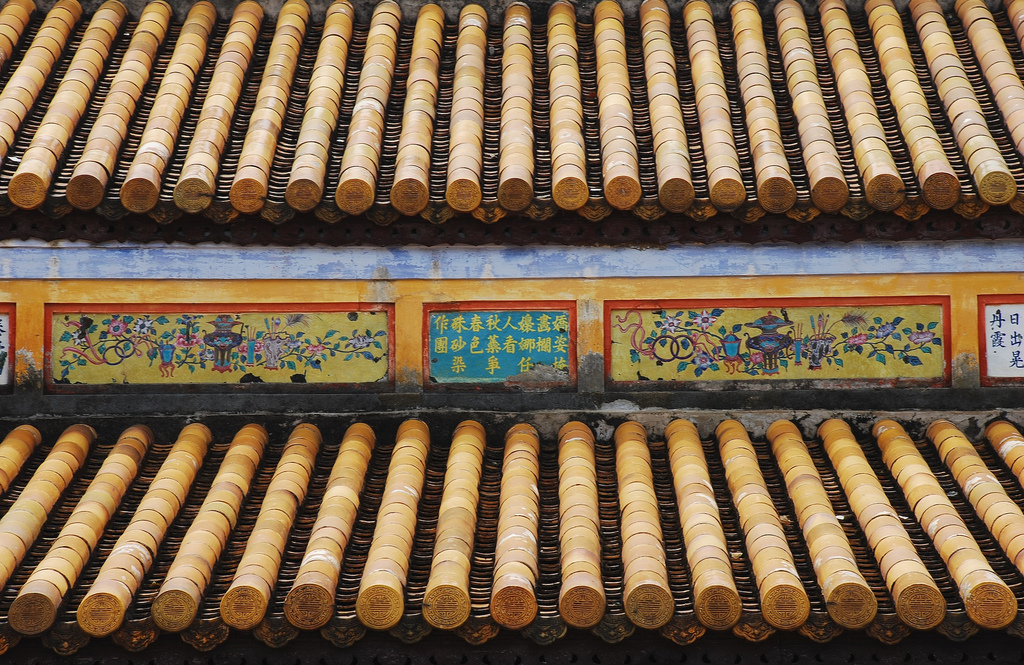
ベトナムフエ フエ王宮
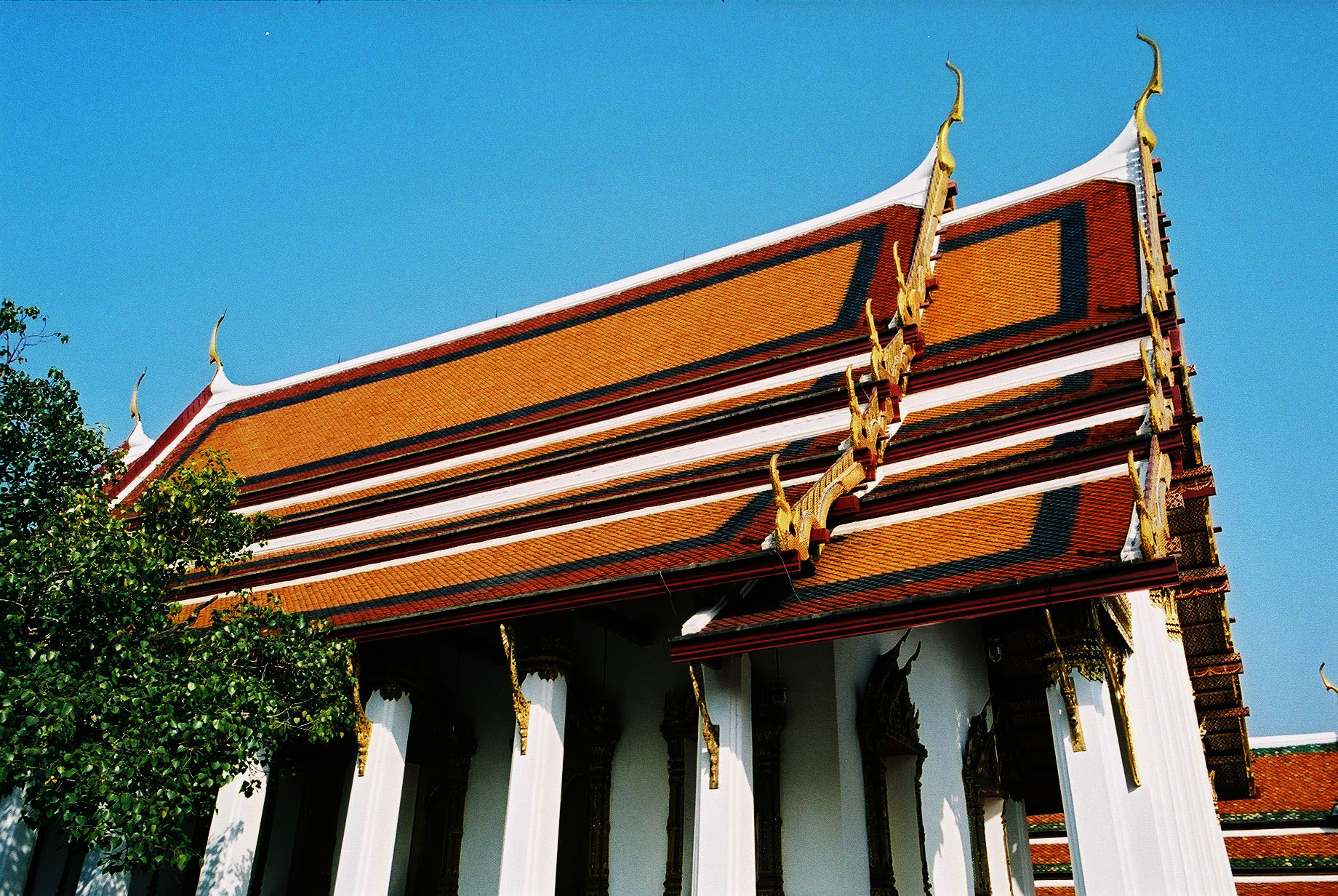
タイバンコク ワット・プラケーオ
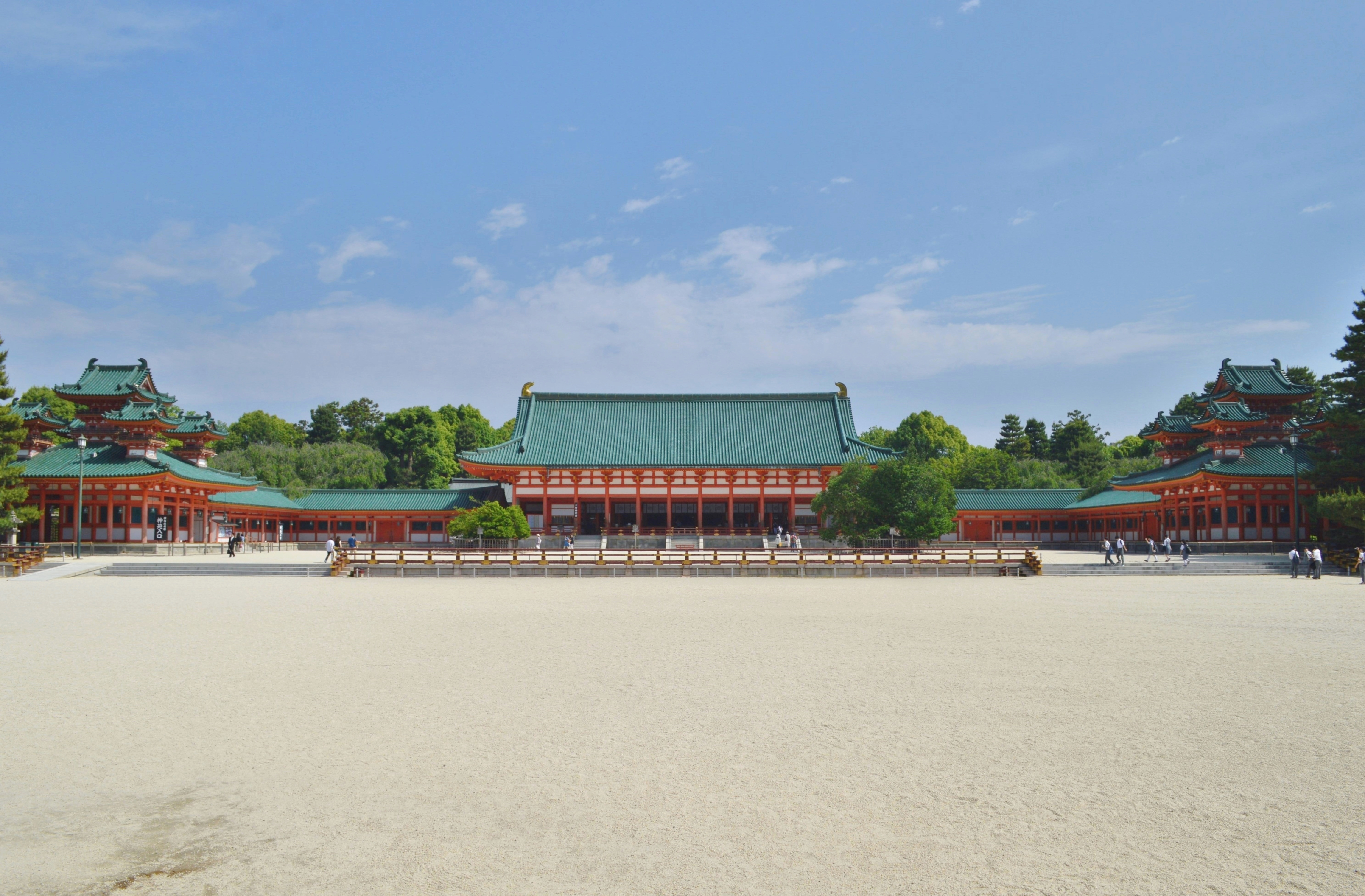
日本京都府京都市 平安神宮の緑釉瓦
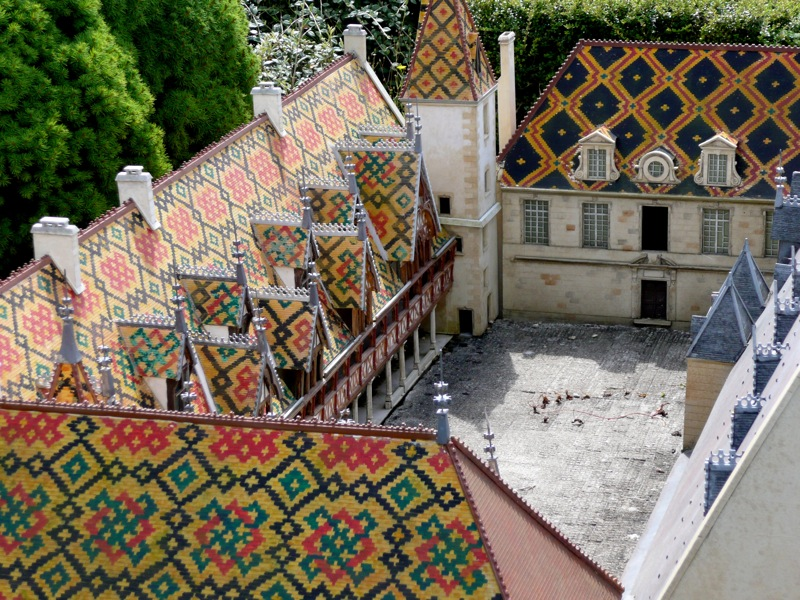
フランス、ボーヌのオスピスで使われるブルゴーニュ釉薬瓦（フランス語版）
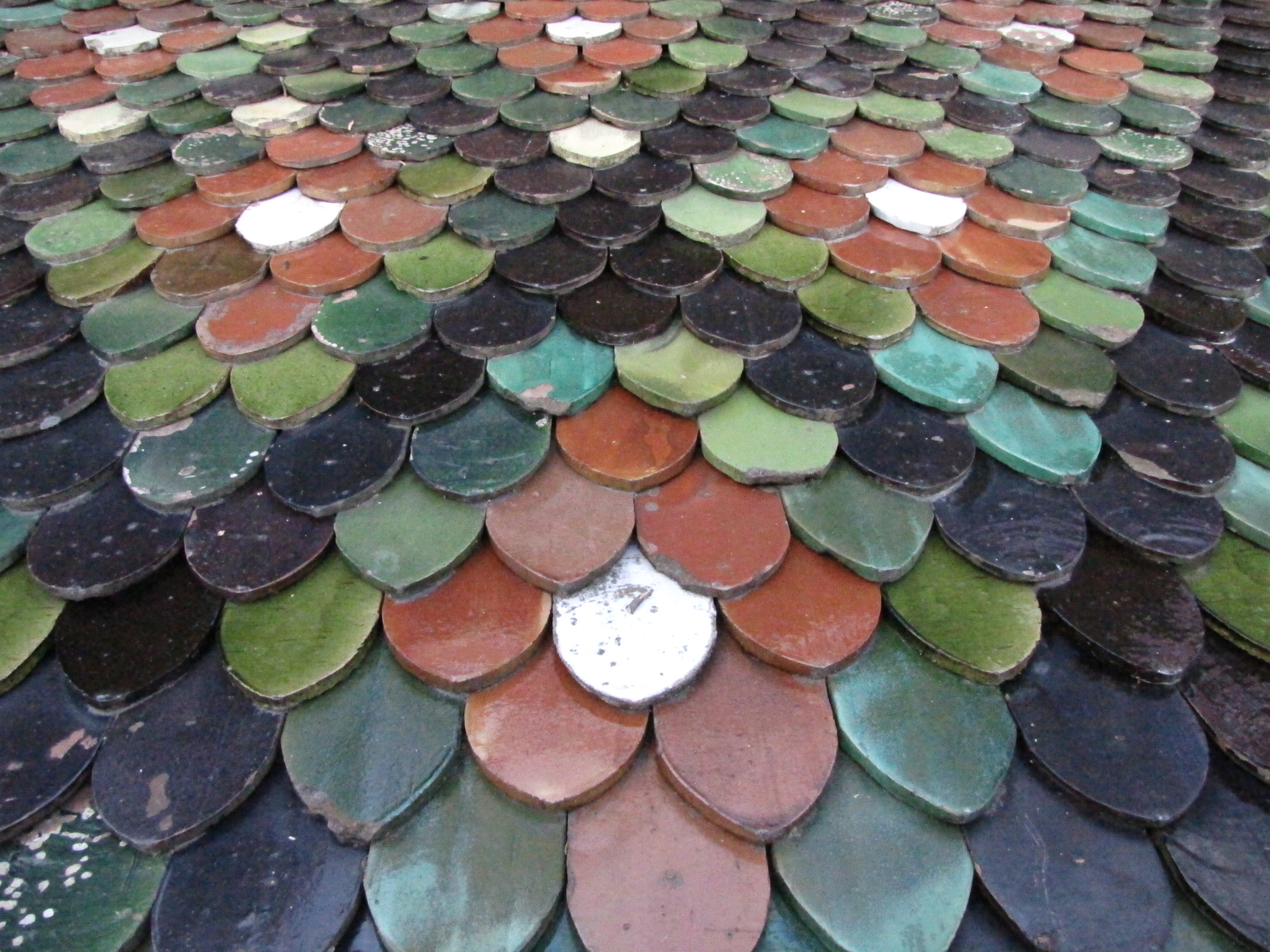
スイス、ヌーシャテル協同教会（フランス語版）の屋根